# Ateschgah von Baku

Der Feuertempel Ateschgah in Baku

Der Ateschgah (auch Ataschgah, Atashgah oder Atəşgah) ist ein ehemaliger Feuertempel in der aserbaidschanischen Hauptstadt Baku, in dem hinduistische Rituale stattfanden. Er wurde als Klosteranlage im 17. und 18. Jahrhundert in Surachani (aserbaidschanisch: Suraxanı) erbaut. Als ab 1883 in der Nähe Ölförderanlagen in Betrieb genommen wurden, wurde die Anlage aufgegeben. Seit 1975 ist der Gebäudekomplex ein Museum. In der wörtlichen Übersetzung bedeutet Ateschgah „Hort des Feuers“. Das Feuer wurde durch natürlich austretendes Erdgas gespeist.

## Geschichte des Gebäudes
Eigentlich deutet der Name auf einen Feuertempel des Zoroastrismus hin. Andererseits existieren Inschriften auf Sanskrit und Panjabi; verschiedene Forscher weisen auf eine Nutzung durch Hindus und Sikhs. Vergleichbare Tempelanlagen finden sich im Iran (Isfahan) und Georgien.

## Inschriften
An den Wänden finden sich zahlreiche Inschriften: zwei am Eingang, eine am Tempel und 16 über den Zugängen zu den Zellen. Sie sind überwiegend in Devanagari (oder verwandten Schriften), zwei in Gurmukhi (u. a. Wurzelmantra aus dem Guru Granth Sahib) und eine in Perso-Arabisch. Zum Teil sind sie datiert; die früheste Jahresangabe ist Samvat 1770 (1713 n. Chr.), die späteste Samvat 1883 (1827 n. Chr.). Bei der Inschrift am Tempel und bei einer weiteren ist eine Swastika zu erkennen. Die Inschrift am Tempel nennt am Ende der dritten Zeile Jvālā Jī, eine nordindische Feuergöttin.

## Galerie

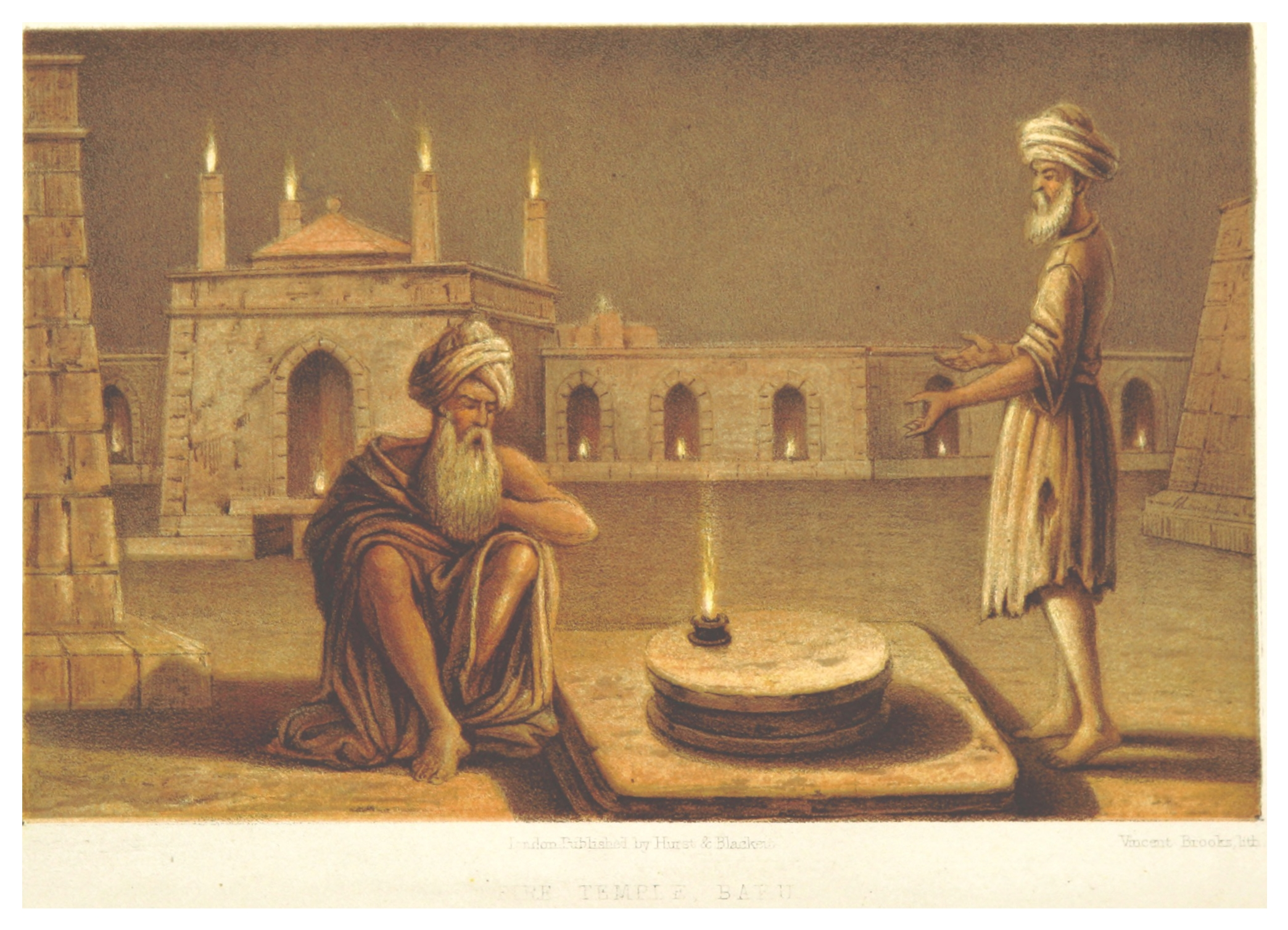
Ansicht des Tempels um 1860
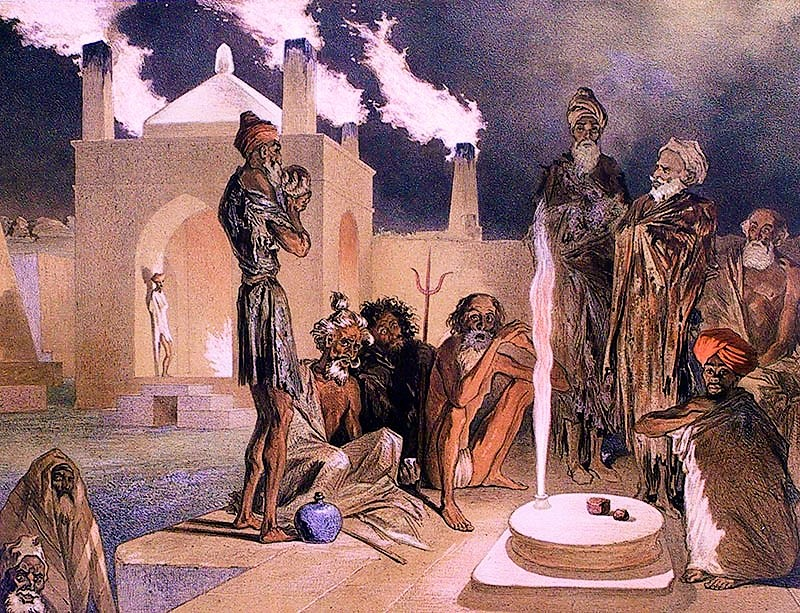
Der Ateschgah in einer historischen Abbildung mit zoroastrischer Nutzung
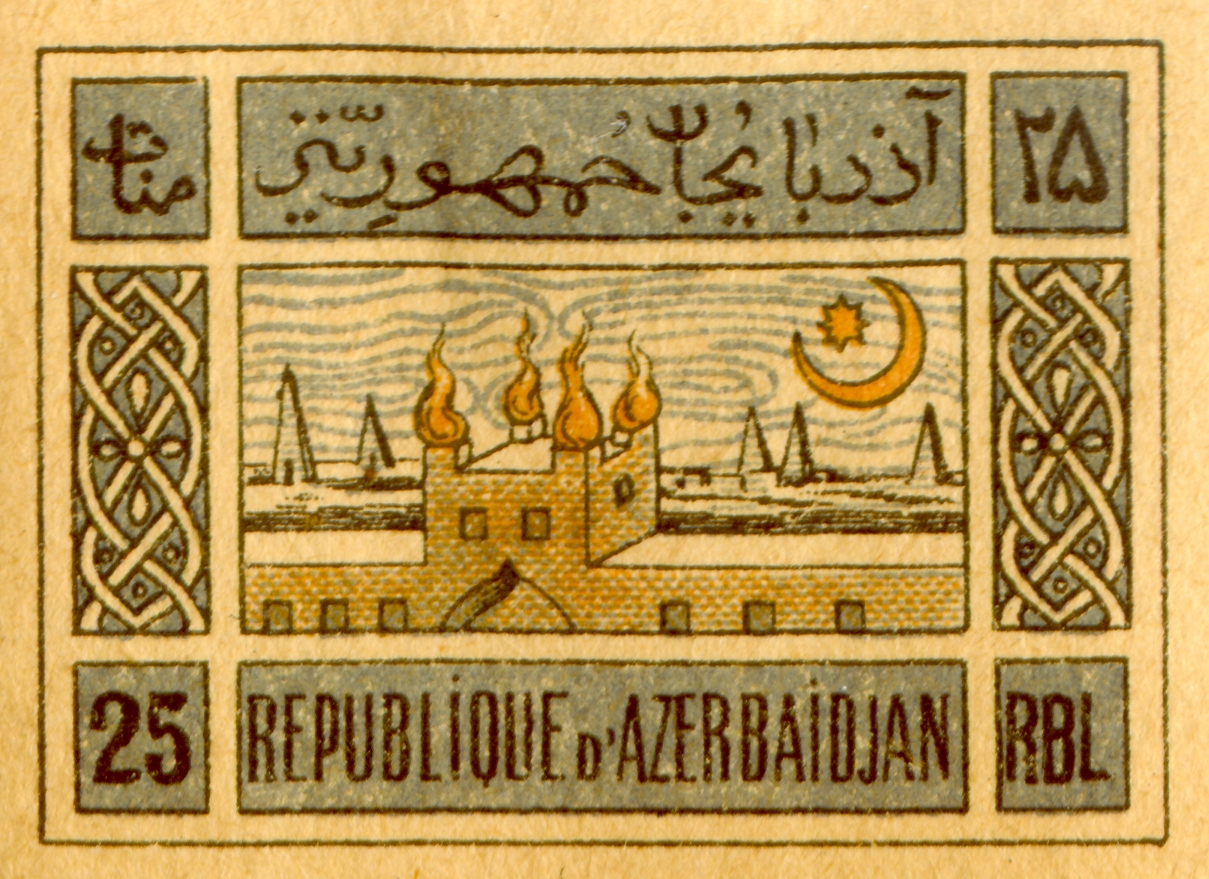
Eine Briefmarke der Demokratischen Republik Aserbaidschan von 1919 mit der Abbildung des Ateschgah.
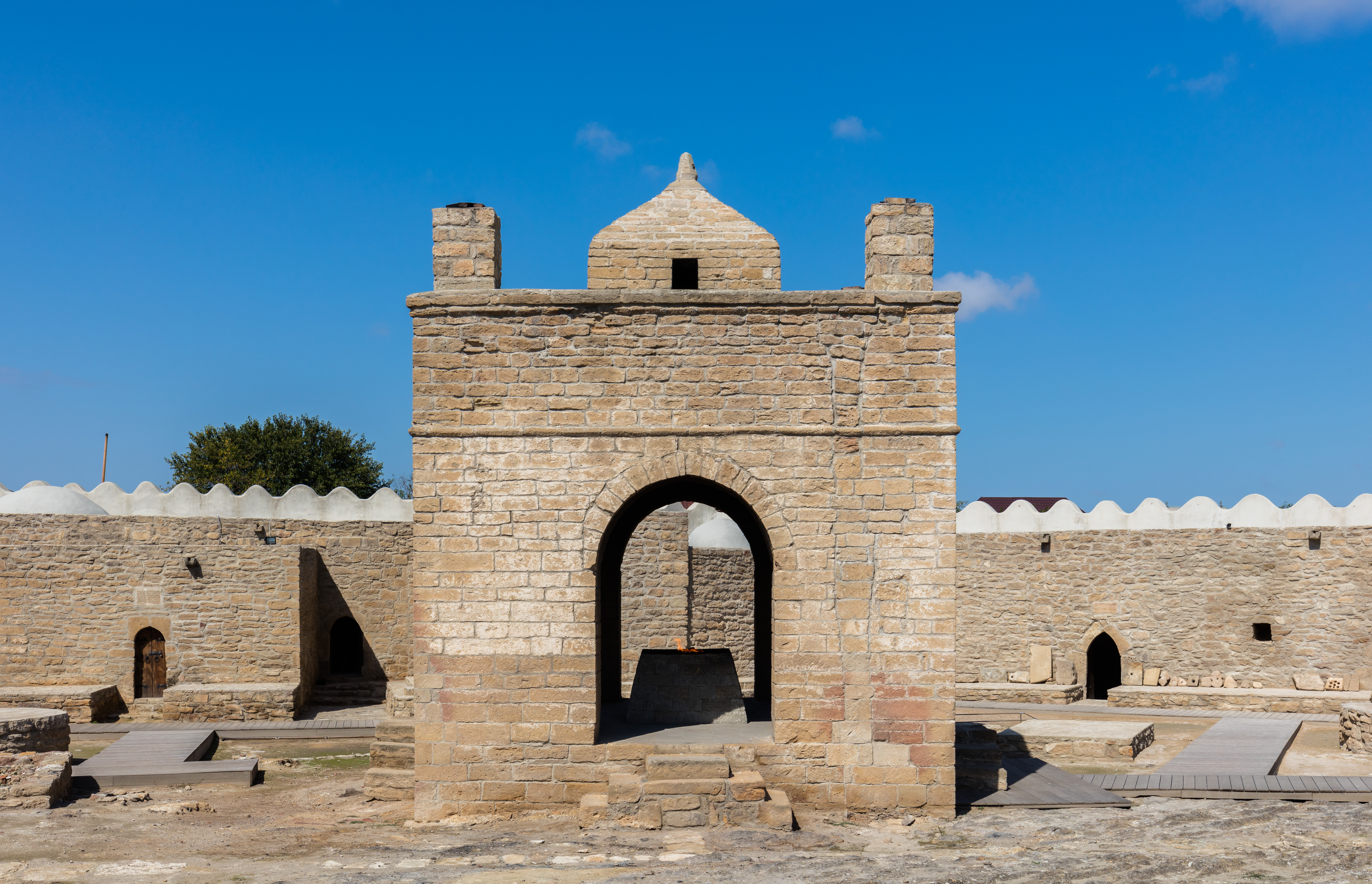
Weitere Ansicht des Tempels